# Olympische Jugend-Sommerspiele 2018/Teilnehmer (Barbados)
| Gelbes Symbol für Goldmedaillen mit stilisierten Olympischen Ringen | Graues Symbol für Silbermedaillen mit stilisierten Olympischen Ringen | Braundes Symbol für Bronzemedaillen mit stilisierten Olympischen Ringen |
| ------------------------------------------------------------------- | --------------------------------------------------------------------- | ----------------------------------------------------------------------- |
| —                                                                   | —                                                                     | —                                                                       |

Die Jugend-Olympiamannschaft aus Barbados für die III. Olympischen Jugend-Sommerspiele vom 6. bis 18. Oktober 2018 in Buenos Aires (Argentinien) bestand aus vier Athleten.

## Athleten nach Sportarten

### Leichtathletik
| Mädchen - Sarah Belle 100 m Hürden: 12. Platz | Jungen - Darian Clarke 100 m: 15. Platz |

### Schwimmen
Jungen
- Jack Kirby
50 m Freistil: 30. Platz
100 m Freistil: 30. Platz
50 m Rücken: 16. Platz
100 m Rücken: 15. Platz
- Luis Weekes
50 m Brust: 30. Platz
100 m Brust: 28. Platz
200 m Lagen: 21. Platz